# Martin Obšitník
Martin Obšitník (Košice, 2 novembre 1969) è un ex calciatore slovacco, di ruolo attaccante.

## Palmarès

### Club

#### Competizioni nazionali
- Campionato slovacco: 1

Košice: 1996-1997
- Coppa di Slovacchia: 1

Inter Bratislava: 1994-1995
- Supercoppa di Slovacchia: 1

Inter Bratislava: 1995